# Pira
Das Pira ist ein malayisches Hiebschwert, das auch in anderen Ländern (z. B. Philippinen) benutzt wird.

## Geschichte
Das Pira wurde von den malayischen Stämmen als Werkzeug und Waffe entwickelt.

## Beschreibung
Das Pira hat eine leicht gebogene und an der Spitze schräge (abgeschnittene) Klinge. Sie hat keinen Hohlschliff und keinen Mittelgrat. Die Klinge sieht dem europäischen „Falchion“ sehr ähnlich.
Die Klinge ist auf der konkaven Seite scharf und ist etwa 40 cm lang. Manche Versionen haben im vorderen Bereich eine Verbreiterung, ähnlich dem arabischen „Jelman“. Der Heft (Griff) hat eine Metallzwinge und ist aus Holz oder Horn geschnitzt. Er ist lang gestreckt und läuft am Ende dünn zu. Die Scheiden sind aus Holz und mit traditionellen Schnitzereien verziert, oder mit Rattan überzogen.